# Lapsamita maddisoni
Lapsamita maddisoni Ruiz, 2013 è un ragno appartenente alla famiglia Salticidae.
È l'unica specie nota del genere Lapsamita.

## Distribuzione
Gli esemplari di questa specie sono stati rinvenuti in Brasile.

## Tassonomia
Dal 2017 non sono stati esaminati altri esemplari, né sono state descritte sottospecie al 2022.